# Psychotria pseudocollina
Psychotria pseudocollina är en måreväxtart som beskrevs av Bénédict Pierre Georges Hochreutiner. Psychotria pseudocollina ingår i släktet Psychotria och familjen måreväxter. Inga underarter finns listade i Catalogue of Life.